# Земно магнитно поле
Земното магнитно поле или геомагнитното поле е естествено магнитно поле на Земята. То е изключително важно за живота на Земята, включително на човечеството, тъй като то предпазва повърхността на планетата от вредното действие на космическите лъчи и дава възможност за навигация чрез използването на компас.

## Характеристики, сила и посока на земното магнитно поле
Земното магнитно поле е резултат от електрически токове, породени от конвективното движение на течното желязно-никелово външно ядро на Земята. Поради това земните магнитни полюси са в постоянно движение и не съвпадат с географските полюси на Земята. Геометричната линия, свързваща Северния и Южния магнитен полюс сключва ъгъл от около 11° (9,6 – 11,5°) спрямо оста на въртене на Земята.
Земното магнитно поле поражда магнитосферата, която се простира на десетки хиляди километри от повърхността на Земята.
Земното магнитно поле може да се разглежда като магнитно поле на хомогенно намагнитена сфера или поле на еквивалентен магнитен дипол. Отрицателеният (южен) полюс на дипола е разположен в Арктика, а неговият положителен (северен) полюс се намира в Антарктика. Тези полюси се наричат съответно Северен магнитен полюс и Южен магнитен полюс.
Магнитното поле се определя от измерената магнитна индукция B. На повърхността на Земята големината на естественото магнитно поле е от 30 до 60 μT (микротесла) или 0,3 – 0,6 G (гауса). На екватора, т.е. на ширина 0°, то е 31 µT (3,1×10−5 T), а на географска ширина 50° е 58 µT (5,8×10−5 T). В космоса то е много по-слабо. За сравнение, в космическото пространство магнитната индукция на полето е между 0,1 и 10 нанотесла (10−10 T и 10−8 T).
Магнитната индукция е векторна величина и освен големина има и посока. Векторът на магнитната индукция е допирателен към магнитните силови линии, които не следват точно географските меридиани, а най-често сключват ъгъл с тях (виж Магнитна деклинация). Затова земното магнитно поле има и хоризонтална съставяща, която зависи от географското местоположение.

## Геомагнитни карти
Геомагнитните карти са географски карти с изолинии, показващи разпределението на елементите на земното магнитно поле. На показаните карти точките с еднакво магнитно поле са съединени с изолинии.

## Изменения на земното магнитно поле
Карл Фридрих Гаус построява първата геофизична обсерватория в Гьотинген и конструира чувствителен магнитометър за нея през 1832 година. Заедно с Вилхелм Вебер той оценява предоставените данни от Магнитната асоциация и Британското кралско общество от 1836 г. Така през 1839 г. успява да покаже, че основната част от статичното геомагнитно поле произхожда от вътрешността на земята, докато по-малки, краткосрочни вариации на геомагнитното поле произхождат отвън.
Палеомагнитните изследвания се опитват да реконструират земното магнитно поле в миналото по следи (остатъци) от намагнитване в скалите. Изследванията на остатъчното намагнитване на океанската кора, която е предимно на по-малко от 100 милиона години, предоставят информация за най-новата история на земните магнитни полета. Те показват, че основното магнитно поле обикновено остава доста стабилно за дълъг период от време, но се изменя по интензивност.

### Обръщане посоката на геомагнитното поле
През живота на планетата ориентацията на земното магнитно поле се е обръщала много пъти, като магнитният север е ставал магнитен юг и обратно. Размяната на полюсите и обръщането на полярността се още нарича още инверсия на земното магнитно поле или геомагнитна инверсия. Тя е един от случаите на обръщане. При обръщане на посоката най-често диполният характер на полето се губи и могат да се появят няколко слаби полюса, дори в ниски географски ширини. Доказателства за геомагнитни обръщания могат да се видят при средноокеанските хребети, където тектонските плочи се отдалечават една от друга и морското дъно е запълнено с магма. Докато магмата се излива от мантията, магнитните частици в нея се ориентират по посока на магнитното поле, когато магмата изстине и се втвърди. 
Магнитното поле на Земята винаги се е обръщало в геологически относително кратки периоди от време. Тези обръщания на полярността или „смяна на полюсите“ се случват средно на около 250 000 години. Преди около 781 000 години е т. нар. Магнитно обръщане на Брюн–Матуяма. Изследванията на езерните утайки в италианските Апенини показват, че то е станало за по-малко от сто години. От няколко по-малки промени в поляритета изследователите забелязват кратко обръщане преди 98 000 години, което остава за около век – два, преди да се обърне отново. Последното обръщане е било преди 10000 – 12000 години. 

### Дълбоки изменения на магнитния интензитет
Земното магнитно поле се изменя непрекъснато по интензивност и направление. Дълбоките, кратки спадове, след които интензитетът на полето се натрупва отново в същата посока като преди, са по-чести от обръщанията. Две такива промени са известни за периода от преди 10 до 78 хилядолетия: Палеомагнитен екскурс Лашамп-Каргаполово преди около 41400 (± 2000) години и Екскурс на езерото Моно в Калифорния преди около 34000 години. Времето от началото на отслабването до напълно възстановеното поле отнема няколко хиляди години – значително повече отколкото за обръщане на полярността. 
Южноатлантическата магнитна аномалия в района на Южна Америка е свързана с озоновата дупка. Тя е част от наблюдаваното намаляване на нивото на магнитното поле на Земята (с 9 % през последните 170 години), което според някои автори може да е предвестник на ново обръщане на магнитните полюси на Земята. Обръщането на полюсите може да доведе до рязко ускоряване на настоящата климатична криза, причинена от човешката дейност, както и до отказ на електрически мрежи, сателити и друго електронно оборудване. 
Промените в магнитното поле са важни, тъй като то ни предпазва от високоскоростните заредени частици, с които ни бомбардира Слънцето. Без него много от електронните технологии, както на повърхността, така и на орбита, ще бъдат подложени на радиация, която заплашва да повреди техните вериги. Дори днес със силното магнитно поле на Земята все още сме податливи на слънчевите бури, които могат да увредят човешкото здраве и електрониката. 
Ако настъпят драматични промени в магнитното поле, трябва да научим за това много преди да са станали. Магмените скали вършат добра работа като улики за проследяване, предоставяйки моментна снимка на посоката на магнитното поле, но често не отразяват по-фините движения. Източник с по-бавен растеж е сталагмитът, който расте на пода в пещера в провинция Гуежу, югозападен Китай и съдържа перфектния запис. Еднометровата скала е започнала да расте преди около 107 хиляди години. През следващите 16 хиляди години тя продължава да натрупва слоеве от разтворен минерал, включващ желязо, наречен магнетит, в който се съдържа информация за магнитното поле. Сталагмитът е нарязан на повече от 190 проби и е анализиран с помощта на криогенни магнитометри с висока резолюция, осигуряващи разделителна способност до век на магнитното поле на Земята и силата му преди 100 хиляди години. Проучването на палеомагнитния запис от преди 107 000 до 91 000 години се основава на прецизен магнитен анализ и радиометрично датиране.
От няколко по-малки промени в поляритета изследователите забелязват кратко обръщане преди 98 000 години, което остава за около век – два, преди да се обърне отново. В геоложки мащаб на времето този екскурс е шокиращо кратък и показва, че такива значителни промени в нашата защитна обвивка могат да дойдат без много предупреждение. Данните показват, че тъй като полето на планетата отслабва, колебанията в неговата сила ще се увеличават заради нестабилността в геоложката активност на слоевете близо до външното ядро на Земята. 

### Движение на полюсите
Изменението на посоката и силата на магнитното поле е свързана с бавната промяна на положението на магнитните полюси. През последните години се забелязва особено активно движение на магнитните полюси. Магнитният полюс се движи по спирала и обикаля ежедневно около едно средно положение, като в дните, когато магнитното поле е нарушено, може да се измести с 80 km или повече. Въпреки че движението на Северния магнитен полюс в даден ден е неправилно, средното отместване образува добре дефиниран овал, който ежедневно бавно се измества по оста на спиралата и Северният магнитен полюс се придвижва всеки ден минимум с около 90 метра на северозапад от северното крайбрежие на Канада към Сибир в Русия (където се очаква да достигне до около 2040 – 2050 г.). Южният магнитен полюс се придвижва на северозапад със скорост приблизително 10 – 15 km/година.
Магнитният Северен и Южен полюс се движат независимо един от друг. Към 2021 г. Южният магнитен полюс е по-далеч от географския Южен полюс (2888,228 km), отколкото Северният магнитен полюс е от географския Северен полюс (397,742333 km ). 
Местоположението на земните магнитни полюси е следното:
- Северен: в Северния ледовит океан, през 2021 г. положението му е изчислено на 86° с. ш. 157° з. д. / 86.415° с. ш. 157.69° з. д..

- Южен: в Антарктика, морето Дюрвил на Индийския океан, през 2021 г. положението му е изчислено на около 130 км от най-източния бряг Клари на Земя Уилкс в Антарктида, до условната граница със Земя Адели, в посока остров Тасмания, с координати 64° ю. ш. 135° и. д. / 64.025° ю. ш. 135.723° и. д..

Местоположението на магнитните полюси, макар и бавно, се променя. Това се отразява върху посоката на компаса в дадено място, т.е. не бива да се ползват стари данни при ориентиране.

## Ефекти на геомагнитното поле

### Защита от космични лъчи
Една от важните функции на геомагнитното поле е защитата, която то осигурява на планетата ни срещу иначе смъртоносните космични лъчи, които представляват потоци от заредени частици с енергия 10 и повече eV. Магнитното поле ги улавя и задържа в радиационни пояси около Земята – т. нар. пояси на Ван Алън. Поясите са разположени над екваториалната област. Те са един вътрешен – на разстояние 1000 – 3000 km над земната повърхност, и два външни – на разстояние съответно 10 000 – 25 000 и 60 000 – 80 000 km.

### Смущения на комуникациите и физиологично действие
Връзка с геомагнитното поле има и протичането на естествени електрични токове в земята. Установено е, че тези токове влияят върху съобщителните връзки и оказват някакво въздействие върху човешката физиология. Причините за тях включват създаване на собствени електрични полета в скалите в резултат на възстановителни, дифузионни, филтрационни и т.н. процеси, атмосферни електрични процеси и вариации на геомагнитното поле. Електричните токове, породени от първите две причини, имат ограничено разпространение и се наричат „телурични“. Телуричните токове са естествените електрически токове в земната кора с регионален характер.  Причината за съществуването им не е окончателно установена. Предполага се, че се дължат на взаимодействието между електромагнитните процеси в литосферата с постоянното геомагнитно поле на земята. През септември 1862 г. в Мюнхенските Алпи е проведен експеримент за конкретно справяне със земните течения (Ламонт, 1862). Има поне 32 различни механизма, включително незначителни процеси, които причиняват телурични токове. Най-силните са предимно геомагнитно индуцирани токове, които се индуцират от промени във външната част на магнитното поле на Земята, които обикновено се причиняват от взаимодействия между слънчевия вятър и магнитосферата или въздействието на слънчевата радиация върху йоносферата.  Срещат се най-често в открити скали и огромни камъни, наречени мегалити. Повишеният интензитет на магнитното поле в такива места е дал основание да се разпространи вярването, че много от мегалитите притежават лечебно действие. В миналото много от тях са използвани за светилища. Те са огромни, но слаби магнити. Това обаче оказва особено въздействие върху човешкото тяло, тъй като влияе на разтвореното желязо в кръвоносните съдове. В епифизата и черепа на човека също има милиони феромагнитни частици. Това прави хората особено чувствителни към магнитните полета. Те карат тялото да произвежда химичните вещества пинолен и серотонин, които на свой ред предизвикват халюцинации. Това е и причината, когато човек попадне на място с намалена интензивност на геомагнитното поле, да изпита необикновено психически състояние. 

## Изучаване на геомагнитното поле в България
Първите системни абсолютни измервания на елементите на геомагнитното поле в България са направени от акад. Кирил Попов през 1918 г. Проблемите на геофизичните науки в България се решават главно от учените и специалистите, които работят в институти, например Геофизичния институт при БАН.